# Koharu Kusumi
Koharu Kusumi (in lingua giapponese 久住 小春; Washima, 15 luglio 1992) è una cantante, attrice, modella, doppiatrice giapponese.
Dal 2005 al 2009 è stata membro del gruppo pop Morning Musume, associato a Hello! Project. È stata l'unico membro rappresentante della settima generazione.

## Doppiaggio
- Kilari Tsukishima in Kilari  e Kirarin Revolution - Stage 3 (dialoghi e canto)

## Doppiatrici italiane
- Sonia Mazza (dialoghi) e Valentina Ponzone (canto) in Kilari